# Heltai Péter (diplomata)
Heltai Péter (1991) magyar újságíró, diplomata, 2017-2018 között a Hungary Helps Program utazó nagykövete (Ambassador-at-Large).

## Családja
Édesapja Heltai András, édesanyja Siklósi Beatrix, mindketten neves újságírók.

## Tanulmányai
2011-ben érettségizett a Budapest-Fasori Evangélikus Gimnáziumban. Egyetemi tanulmányait a budapesti Pázmány Péter Katolikus Egyetem történelem szakán végezte 2011–2015 között. 2015–2017 között európai tanulmányok mesterképzésen vett részt a Leuveni Katolikus Egyetemen.
Nyelvtudása: angol, német.

## Életpályája
2017-ben a 777blog.hu egyik szerkesztője volt.
2017-2018-ban a Hungary Helps Program nemzetközi kommunikációjával és koordinációjával kapcsolatos feladatok ellátásával megbízott utazó nagykövete volt.
2018 augusztusától Novák Katalin FIDESZ alelnök külpolitikai tanácsadója.